# Dasyprocta iacki
Dasyprocta iacki é uma espécie de roedor endêmico do Brasil da família das cutias Dasyproctidae e do gênero Dasyprocta. Encontrado nos estados do Amazonas, Pará, Tocantins, Bahia, Paraíba, Pernambuco, Goiás, São Paulo, Espírito Santo, Minas Gerais e no Rio de Janeiro.